# Sikorsky CH-53E Super Stallion
Sikorsky CH-53E Super Stallion je največji in najtežji ameriški helikopter. Razvili so ga iz CH-53 Sea Stallion, dodali so mu en motor, sedmi list rotorja in nagnili repni rotot za 20 stopinj. Izdelovalo ga je podjetje Sikorsky Aircraft za ameriške marince, MH-53E Sea Dragon pa za ameriško mornarico. Razvija se nova verzija CH-53K, z novimi motorji, kompozitnim rotorjem in širšo kabino.
CH-53 so ravzili iz projekta za marince "Heavy Helicopter Experimental" (HH(X)). Na razpisu so izbrali S-65, drugi kandidat je bil Boeingov CH-47 Chinook. Nov helikopter je imel oznako "CH-53A Sea Stallion", poganjali so ga dva General Electric T64-GE-6 turbgredna motorja z 2.850 KM (2.125 kW) vsak. Vzletna teža je bila 46.000 lb (20.865 kg) vključno z 20.000 lb (9.07 kg) tovorom.
Po dimezijah je CH-53E Super Stallion podoben CH53A. vendar gre za precej bolj močen helikopter. Lahko prevaža 55 vojakov oziroma 30.000 lb (13.610 kg) tovora, največji zunanji tovor pa je 36.000 lb (16.330 kg), okrog 4 tone manj kot precej večji Mil Mi-26. Lahko prečrpava gorivo v letu iz letečega tankerja KC-130 Hercules. Ima tudi vabe za radarske in infrardeče rakete
Verzija HH-53B/C "Super Jolly Green Giant" se uporablja za specialne operacije, kot so reševanje sestreljenih pilotov.

## Tehnične specifikacije
- Posadka: 2 pilota
- Kapaciteta: 37 - 55 vojakov
- Tovor: notranji 30.000 lb (13.600 kg) zunanji: 32.000 lb (14.500 kg)
- Dolžina: 99 ft 1/2 in (30,2 m)
- Premer rotorja: 79 ft (24 m)
- Višina: 27 ft 9 in (8,46 m)
- Površina obsega rotorja: 4.900 ft² (460 m²)
- Prazna teža: 33.226 lb (15.071 kg)
- Maks. vzletna teža: 73.500 lb (33.300 kg)
- Motorji: 3 × General Electric T64-GE-416/416A turbogredni, 4.380 KM (3.270 kW) vsak
- Rotor: 7 kraki glavni rotor, 4 kraki repni rotor
- Maks. hitrost: 170 knots (196 mph, 315 km/h)
- Potovalna hitrost: 150 kt (173 mph, 278 km/h)
- Dolet: 540 nmi (621 mi, 1.000 km)
- Dolet (prazen): 990 nmi(1.139 mi, 1.833 km)
- Največja višina leta: 18.500 ft (5.640 m)
- Hitrost vzpenjanja: 2.500 ft/min (13 m/s)